# Saint-James (Saint-Martin)
Pour les articles homonymes, voir Saint James.
Saint-James est un quartier de la partie française de l’île de Saint-Martin, dans les Antilles.

## Localisation
Saint-James est accolé au sud-ouest de Marigot, sur la route RN7 (dite rue de Hollande) en direction de Philipsburg (en partie néerlandaise) et de l'aéroport international de Juliana. Il jouxte Bellevue et Concordia.

## Topographie
Cette zone peu étendue est une partie du flanc raide de la colline mont Marigot (240 m) dont la base s'aplanit avant de plonger dans l'ex-"doigt-de-gant" du grand étang de Simsonbay formant une bande de terre étroite.

## Problèmes environnementaux
- Destruction anthropique totale de la mangrove attenante et remblaiements des rives de la lagune.
- Système d'égout médiocre ou inexistant.
- Pollutions multiples des eaux de la lagune de SimsonBay.

## Urbanisation
Cette agglomération date sûrement d'avant 1848, quand le bourg de Marigot était réservé aux entrepôts, aux commerces et habitations relativement aisées. A contrario Saint-James était résidence du peuple ouvrier modeste travaillant aux alentours. Ce fut en quelque sorte une cité dortoir du petit bourg de Marigot. Urbanisation populaire établie au départ de chaque côté de la route de Hollande sur une bande de sol plate mais étroite, elle était composée de cases indépendantes et de leurs petits jardins vivriers.
Plus tard, l’expansion s'est organisée de deux façons distinctes donnant ce qui fut nommé Low-town (la ville basse) en aval de la route, et Saint-James en amont. Celle-ci a été construite tel un empilement en marches d'escalier sur la pente du morne, sans autres voies d'accès que des petites venelles pédestres étroites comme celles existantes dans les favelas. De son côté sur Lowtown, l'extension s'est faite en contigu autour des cases existantes. Dans les deux cas, l'étalement de l'urbanisation s'est fait au détriment des jardins vivriers, par une densification anarchique selon les petites ressources financières de ses habitants.
À la suite du comblement officiel de ce « doigt de gant » par la SODEG (de Guadeloupe) dans les années 1965 à 1969, puis de la construction de la route de Low-Town le long de la lagune, certains résidents ont de leur propre initiative déversé des remblais illicites et peu à peu colonisé cette surface marine publique. Ainsi fut étendu ce sous-quartier nommé Low town et qui continue encore de s'étendre de cette façon.
- La zone commerciale et artisanale attenante dite de Bellevue est plus récente et continue son urbanisation en respectant davantage les normes des critères officiels de la construction.

## Les services
- Nombreux petits ateliers artisanaux et des commerces (dont une épicerie ouverte tard le soir). Un petit shipchandler et son espace chantier.
- Saint-James possède quelques garderies privées mais pas d'école publique.
- S'il existe une petite salle de musculation privée, il n'y a aucun équipement public sportif sur place par manque d'espace, mais le stade Vanterpool  (football et basket) de Marigot n'est pas loin, et depuis quelques années les terrains de basketball du parking de Bellevue ou le terrain informel de Saint-Jean (rugby, football, moto-cross, etc.) sont à disposition.

## Particularités et lieux remarquables
- C'est un hameau populaire très vivant, les gens occupant réellement l'espace de la rue. Il a encore un caractère authentique et non aseptisé comme le centre-ville. Son urbanisation un peu anarchique a favorisé un esprit de solidarité de quartier, d'indépendance et même frondeur.
- Un des canons du « Fort Louis » pointait sur le carrefour avec la rue de Concordia qui connectait avec le côté hollandais d'où pouvaient surgir de possibles ennemis ou le peuple en révolte.
- Sécurité : de nos jours, c'est aussi une zone de petits trafics, et la nuit les vols et agressions n'y sont pas rares.[réf. souhaitée]
- L'unique baobab de Saint-Martin (à 10 m de la route à droite en montant et en haut de la côte de Bellevue).
- Potager au Rastafarian-land de Saint-Jean dont la production semble avoir cessé en octobre 2015.

## Sources
« Carte de Randonnée au 1:25.000, St.Martin & St.Barthélemy n°4606GT ». éd. 2014, IGN Paris, TOP 25, Série Bleue, « Commander online »